# Escultura de un puño aplastando un caza de Estados Unidos

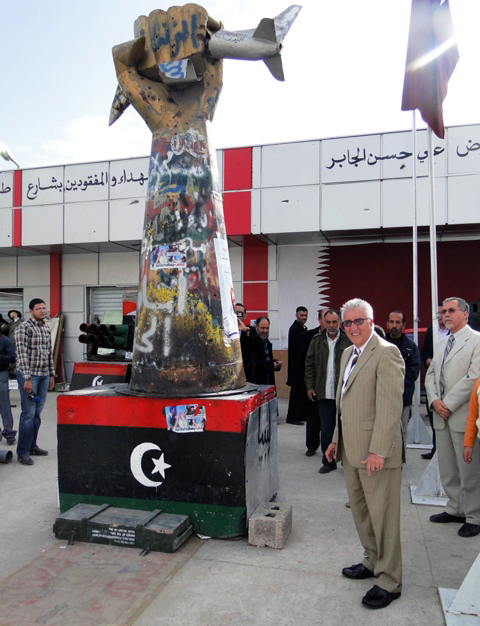
Escultura de un puño aplastando un caza de EE. UU. en Misrata

La Escultura de un puño aplastando un caza de Estados Unidos es una escultura situada en Misrata (Libia). Fue construida por orden del líder libio Muamar el Gadafi como un efigie del antiamericanismo, pero tras la guerra de Libia de 2011, pasó a simbolizar la caída del régimen.

## Historia
La escultura fue encargada por el líder de la nación, el coronel Muamar el Gadafi, en venganza por el bombardeo de 1986 por parte del gobierno estadounidense. Se construyó en forma de un brazo cuyo puño (símbolo vinculado al socialismo) aplastaba un avión en el que se mostraban las iniciales «USA» (EUA, Estados Unidos de América) y una bandera estadounidense. Se emplazó en el barrio de Bab al-Azizia, residencia de Gadafi en la capital libia de Trípoli.
Durante la guerra civil de Libia, la escultura se observó con frecuencia en la cobertura mediática de los discursos televisados dados por Gadafi el 22 de febrero y el 20 de marzo de 2011, en el que se comprometió a «morir como un mártir» para evitar que los rebeldes antigubernamentales prevalecieran. 
El 23 de agosto, durante la batalla de Trípoli, los rebeldes del CNT penetraron en Bab al-Azizia y las cadenas de noticias internacionales transmitieron imágenes de los rebeldes reunidos alrededor de la estatua, uno de ellos subido en ella. 
Los opositores dibujaron grafitis en todo el brazo y, en algún momento en el tiempo (cca. agosto), la bandera y las iniciales de Estados Unidos fueron borradas.
El 27 de agosto el puño fue derribado por las fuerzas rebeldes y llevado al Museo de la Rebelión Libia de la ciudad de Misrata.